# Eduard Zeman
Eduard Zeman, né le 11 avril 1948 à Most et mort le 25 juin 2017 à Most, est un enseignant et homme politique tchèque.